# Lorenzo Zepeda
Pour les articles homonymes, voir Zepeda.
Lorenzo Zepeda a été nommé président de la République du Salvador du 1er au 7 février 1858. 

## Biographie
Il naît à Sonsonate. 
En 1848, il est élu député suppléant du district de Metapán. 
Fin décembre 1857, il fut prend la présidence, depuis Santa Ana. Son mandat est de transition, l'ayant reçu de Rafael Campo. Il est critiqué car absent de la capitale. 
Le 7 février 1858, Il remet le pouvoir à Miguel Santin del Castillo. Lorsque, en juin, le président Santín décida de se retirer dans ses haciendas, le vice-président fut appelé à prendre en charge le pouvoir exécutif, mais a refusé. Zepeda, qui a aussi été contacté, s'est aussi déclaré malade et en incapacité d'assumer la charge. Il meurt à Metapán le 20 décembre 1858 des suites d'une longue maladie. 